# 我愛廚房
《我愛廚房》，是一部1997年香港電影，由嚴浩執導，陳小春、富田靖子、莫文蔚、羅家英出演。電影改編自吉本芭娜娜的小說《廚房》，講述陳小春飾演的髮型師與富田靖子飾演的Aggie先後失去至親，互相扶持。
電影成績不俗，是第47屆柏林影展的競賽電影，第21届香港国际电影节开幕电影，並贏得第1屆富川國際奇幻電影節最佳影片。吉本芭娜娜也大加讚賞這部電影。

## 劇情
Louie（陳小春）是個髮型師，有一名交往來年的女朋友Jenny（莫文蔚）。Louie在內地的一個朋友去世，其相依為命的孫女Aggie（富田靖子）情緒極度低落。Louie和其變性人的父親華姐（羅家英）為了安慰Aggie，把她接過香港同住。但Aggie的古怪牌氣令兩母子十分困擾。在兩人的關懷下，Aggie慢慢康復過來。華姐突然去世，Louie面對與Aggie一樣的情況......

## 演員
- 陳小春 飾 Louie
- 莫文蔚 飾 Jenny
- 富田靖子 飾 Aggie
- 羅家英 飾 李艷樺
- 劉兆銘 飾 焦先生
- 羅冠蘭 飾 Chika

## 獎項
- 1998年香港電影金像獎- 提名：
  - 最佳原创电影歌曲 - 我愛廚房
  - 最佳男配角 - 羅家英
- 第3屆香港電影金紫荊獎- 提名：
  - 最佳男配角 - 羅家英

## 外部連結
- 香港影庫上《我愛廚房》的資料（繁體中文）
- 開眼電影網上《我愛廚房》的資料（繁體中文）
- 豆瓣电影上《我愛廚房》的資料 （简体中文）
- 时光网上《我愛廚房》的資料（简体中文）
- AllMovie上《我愛廚房》的资料（英文）
- 爛番茄上《我愛廚房》的資料（英文）
- 互联网电影数据库（IMDb）上《我愛廚房》的资料（英文）